# ハリー・ポッターと死の秘宝 PART2
『ハリー・ポッターと死の秘宝 PART2』（Harry Potter and the Deathly Hallows – Part 2）は、監督デヴィッド・イェーツ、脚本スティーヴ・クローヴスによる、2011年のファンタジー映画である。この映画は、J・K・ローリングの2007年の小説『ハリー・ポッターと死の秘宝』を原作とする、2部作の内の2作目である。この作品は『ハリー・ポッターと死の秘宝 PART1』（2010年）の続編で、ハリー・ポッター映画シリーズの第8作にして最終作である。
前作から描かれる闇の魔法使いヴォルデモート卿とハリー・ポッターの因縁の真相と、ヴォルデモートとの最終決戦を描く。主要撮影は2009年2月19日に開始し、2010年6月12日に完了し、2010年12月に再撮影が行われた。

## あらすじ
前作でマルフォイの館から脱出することに成功したハリー・ポッター、ロン・ウィーズリーとハーマイオニー・グレンジャーの3人は、グリンゴッツ魔法銀行のベラトリックス・レストレンジの金庫に分霊箱の1つがあるのではないかと疑っていた。ベラトリックスに殺されたドビーを埋葬した後、ハリーはと一緒に侵入するのを手伝ってほしいと、ゴブリンのグリップフックに頼み、グリップフックはグリフィンドールの剣と引き換えに承諾する。また同行していた杖職人のオリバンダーは、マルフォイ邸から持ち出した2本の杖はベラトリックスとドラコ・マルフォイのものだったとハリーに告げ、同時にドラコの杖はドラコから杖を奪ったハリーへ忠誠を変えたのだと気づく。オリバンダーによると、最強の力を持つとされるニワトコの杖がヴォルデモート卿の手に渡ってしまった場合、ハリーに勝ち目はないのだという。
ハリー達がグリンゴッツに侵入したところ、分霊箱であるヘルガ・ハッフルパフのカップがベラトリックスの金庫で見つかるが、グリップフックはグリフィンドールの剣を奪い3人を置き去りにする。警備員に追い詰められた3人は門番のドラゴンを自由にし、その背中に乗ってグリンゴッツから脱出する。ハリーはグリンゴッツで盗まれたことに怒り狂うヴォルデモートの幻を見て、ロウェナ・レイブンクローにまつわる分霊箱がホグワーツに隠されていることに気づく。3人はホグズミードに姿をあらわし、アバーフォース・ダンブルドアに助けられる。アバーフォースはホグワーツへの秘密の通路を明らかにし、ネビル・ロングボトムが3人を案内する。
一方で、ホグワーツではセブルス・スネイプがハリーが戻ってきたことを知り、ハリーを手助けする職員や生徒がいたら罰すると脅すが、そこにハリー達が現れる。ハリーはダンブルドア校長を殺害したスネイプを非難して対峙するが、スネイプはハリーを庇うマクゴナガル教授と決闘になり、逃走する。だがその直後、「ハリーを差し出せ。さもなくば城を攻撃する」というヴォルデモートの声が響く。ヴォルデモート達がついにホグワーツに攻め込んでくることを知ったマクゴナガルは、ホグワーツの皆を鼓舞しつつ避難誘導や戦闘準備を始める。その中でルーナ・ラブグッドはヘレナ・レイブンクローの幽霊と話すようハリーに勧め、ハリーはヘレナの亡霊と接触。ヘレナによると、ヴォルデモートは彼女の母親の髪飾りに「闇の魔術」をかけており、その髪飾りは必要の部屋のどこかにあるというのだ。
秘密の部屋では、ロンとハーマイオニーがバジリスクの牙で持ち出していた分霊箱のカップを破壊し、ハリーと合流すべく必要の部屋へと向かう。一方で必要の部屋で髪飾りを発見したハリーだが、そこに死喰い人の手先であるドラコ、ブレーズ・ザビニ、グレゴリー・ゴイルが現れてハリーに戦いを挑む。そこにロンとハーマイオニーが助けに入り、焦ったゴイルは悪霊の火の呪文を放つが、予想外に激しく炎上したことでゴイルは焼け死んでしまう。ハリー、ロン、ハーマイオニーも命の危機にさらされるが箒に乗ってドラコとザビニを伴い脱出し、髪飾りを猛火に蹴り入れて破壊する。やがてヴォルデモートや死喰い人の大軍の攻撃が始まり、校内は逃げる者、勇敢に死喰い人に立ち向かう者とで大混乱に陥る。ヴォルデモートはマクゴナガル達によって周囲に張られたバリアに渾身の一撃を浴びせて破壊するが、その際にニワトコの杖に不具合が起こり、ヒビが入ってしまう。
そんな中、ハリーは偶然目撃したヴォルデモートの心中から、ヴォルデモートの蛇のナギニが最後の分霊箱であることに気づく。3人はナギニを探すべく舟小屋に赴くと、そこではヴォルデモートとスネイプが話していた。ヴォルデモートはニワトコの杖がなぜうまく動作しないのかを疑問に思った上で「杖はスネイプに忠誠心を持っている」「スネイプが死ぬまでヴォルデモートに仕えることはない」と結論づけ、ナギニに命じてスネイプを攻撃させ致命傷を追わせる。ヴォルデモートが去ったあとハリー達が駆けつけると、虫の息のスネイプはハリーに自身の記憶を渡し、「私を見てくれ…。リリーと同じ目をしている…」と言い残して息を引き取る。一方、フレッド・ウィーズリー、リーマス・ルーピン、ニンファドーラ・トンクスらはホグワーツの激戦の中で死亡する。
一次停戦となる中、ハリーは憂いの篩でスネイプの記憶を見る。スネイプは、自分をいじめていたハリーの父ジェームズを軽蔑していた一方、ハリーの母リリーを愛していた。リリーの死後、スネイプはヴォルデモートからハリーを守るため、死喰い人の二重スパイとしてアルバス・ダンブルドアと協力していた。またダンブルドアは自身の死期が近づくなか、ニワトコの杖の所有権を他人に渡さないようスネイプに自分を殺すよう計画を立てていた。またハリーをグリフィンドールの剣へ導いた守護霊の雌鹿を呼び出したのもスネイプだった。
さらに、ヴォルデモートが呪文でハリーを最初に殺せなかったとき、偶然ハリーが分霊箱になっていたため、ヴォルデモートはハリーが生きている限り死なない。つまり、ヴォルデモートはハリーの内にある魂の欠片を破壊するためにハリーを一度殺さなければならないのだ。
ヴォルデモートから禁じられた森で降伏するよう勧告されたハリーはそれを受け入れ、ロンとハーマイオニーに別れを告げて森へと向かう。道中に形見の金のスニッチに収められていた蘇りの石を使い、両親、シリウス・ブラック、リーマスの霊を呼び出し、不安を和らげるように最後の会話を交わす。やがて約束の場所に現れたハリーに対し、ハグリッドを人質に取っていたヴォルデモートは「生き残った男の子」とつぶやき、死の呪いを放つ。
気がつくと、ハリーはキングス・クロス駅に似た真っ白い空間にいた。そこにダンブルドアが現れる。亡き恩師との再会に驚くハリーにダンブルドアはかたる。先ほどの死の呪いによってハリーの体に宿っていたヴォルデモートの魂は破壊され、ハリーはたった今ヴォルデモートから解放されたのだという。ハリーはこの空間が現実なのか、幻覚なのか困惑するが、ダンブルドアは「頭の中のことだが現実でないとも限らん」「元の体に戻るか前に進むかは君次第だ」と言い、姿を消す。ハリーはヴォルデモートを倒すため、戻って戦うことを決意する。
ナルシッサ・マルフォイの証言により、ハリーが死んだと思いこんでいたヴォルデモートはハリーをホグワーツに持ち帰り、「ハリー・ポッターは死んだ!」「我が元に下るがよい」と告げてホグワーツの降伏を要求する。ネビルがそれを聞いて立ち上がり、「ハリーたちの死は無駄じゃない」「心の中にいるんだ」と叫び、組分け帽子からグリフィンドールの剣を引き抜く。すると、死んだふりをしていたハリーは目を覚まして隠れマントで逃亡、マルフォイ一家と一部の死喰い人たちはそれを見て戦意を失い、ヴォルデモートの元を離れて逃亡する。
大乱闘が再び始まる中、ハリーは城中を逃げ惑った後、追いかけてきたヴォルデモートと校門前で一対一で対峙し、最後の決戦を挑む。ヴォルデモートは弱体化しながらもエクスペリアームスを放つハリーに対し善戦するが、ベラトリックスがロンの母モリーと一騎打ちの末に倒されるなど他の死喰い人たちも徐々に追い詰められていき、ついには最後の分霊箱であるナギニもネビルによって倒されてしまう。とうとう分霊箱を全て失ってしまったヴォルデモートは魔法のぶつけ合いの末に死の呪いが自分に跳ね返されたことにより体が朽ちていき、塵となって消えていく。こうして、ハリー達と死喰い人達の長い戦いは終わりを告げた。
戦いのあとハリーは、ロンとハーマイオニーにニワトコの杖の所有権の行方について説明する。ヴォルデモートは天文台の塔の頂上で、ニワトコの杖の前の所有者であるダンブルドアを殺害したスネイプに杖の忠誠心が移っていたと考えていたが、その直前にダンブルドアを武装解除していたドラコに忠誠心は移っており、さらにマルフォイの館でハリーがドラコを武装解除したことで、ニワトコの杖はハリーが真の所有者になっていたのであった。その事実にロンは「それがあれば僕は最強だよ」の驚くが、ハリーはニワトコの杖の力を欲さず、真っ二つに折って捨ててしまう。
19年後、ハリーとその友人たちがキングス・クロス駅でホグワーツへ出発する子供たちを誇らしげに見送るところで、物語は幕を閉じる。

## スタッフ
- 監督：デイビッド・イェーツ
- 製作：デイビッド・ヘイマン、デイビッド・バロン、J・K・ローリング
- 原作：J・K・ローリング
- 脚本：スティーブ・クローブス
- 音楽：アレクサンドル・デプラ
- テーマ曲：ジョン・ウィリアムズ／ニコラス・フーパー(PART2)
- 製作総指揮：ライオネル・ウィグラム
- 共同製作：ティム・ルイス、ジョン・トレイ
- 撮影：エドゥアルド・セラ
- 美術デザイン：スチュアート・クレイグ
- 美術総監督：アンドリュー・アックランド=ショウ
- 装置監督: ステファニー・マクミラン
- 編集：マーク・デイ
- 衣装：ジェイニー・ティーマイム
- 視覚効果監修：ティム・バーク
- 特殊メイク効果：ニック・ダドマン
- キャスティング：フィオナ・ウィアー
- VFX：シネサイト、ダブル・ネガティブ、ILM、MPC、ライジング・サン・ピクチャーズ、ほか

## キャスト
| 役名                             | 役名                             | 俳優                                    | 日本語吹替え                                                         |
| -------------------------------- | -------------------------------- | --------------------------------------- | -------------------------------------------------------------------- |
| ハリー・ポッター                 |                                  | ダニエル・ラドクリフ                    | 小野賢章                                                             |
| ハリー・ポッター                 | 赤ん坊                           | トビー・パプワース                      |                                                                      |
| ロン・ウィーズリー               | ロン・ウィーズリー               | ルパート・グリント                      | 常盤祐貴                                                             |
| ハーマイオニー・グレンジャー     | ハーマイオニー・グレンジャー     | エマ・ワトソン                          | 須藤祐実                                                             |
| ヴォルデモート                   |                                  | レイフ・ファインズ                      | 江原正士                                                             |
| ヴォルデモート                   | 回想                             | リチャード・ブレマー （ノンクレジット） |                                                                      |
| セブルス・スネイプ               |                                  | アラン・リックマン                      | 土師孝也                                                             |
| セブルス・スネイプ               | 幼少期                           | ベネディクト・クラーク                  | 野口響                                                               |
| ベラトリックス・レストレンジ     | ベラトリックス・レストレンジ     | ヘレナ・ボナム＝カーター                | 高乃麗                                                               |
| ネビル・ロングボトム             | ネビル・ロングボトム             | マシュー・ルイス                        | 上野容                                                               |
| ドラコ・マルフォイ               | ドラコ・マルフォイ               | トム・フェルトン                        | 三枝享祐                                                             |
| ミネルバ・マクゴナガル           | ミネルバ・マクゴナガル           | マギー・スミス                          | 谷育子                                                               |
| ルビウス・ハグリッド             | ルビウス・ハグリッド             | ロビー・コルトレーン                    | 斎藤志郎                                                             |
| フィリウス・フリットウィック     | フィリウス・フリットウィック     | ウォーウィック・デイビス                | 田村錦人                                                             |
| グリップフック                   | グリップフック                   | ウォーウィック・デイビス                | 宮澤正                                                               |
| ホラス・スラグホーン             | ホラス・スラグホーン             | ジム・ブロードベント                    | 森功至                                                               |
| シビル・トレローニー             | シビル・トレローニー             | エマ・トンプソン                        | 幸田直子                                                             |
| ポモーナ・スプラウト             | ポモーナ・スプラウト             | ミリアム・マーゴリーズ                  |                                                                      |
| アーガス・フィルチ               | アーガス・フィルチ               | デイビッド・ブラッドリー                | 浦山迅                                                               |
| マダム・ポンフリー               | マダム・ポンフリー               | ジェマ・ジョーンズ                      |                                                                      |
| フレッド・ウィーズリー           | フレッド・ウィーズリー           | ジェームズ・フェルプス                  | 尾崎光洋                                                             |
| ジョージ・ウィーズリー           | ジョージ・ウィーズリー           | オリバー・フェルプス                    | 尾崎光洋                                                             |
| ルーナ・ラブグッド               | ルーナ・ラブグッド               | イヴァナ・リンチ                        | 三村ゆうな                                                           |
| アバーフォース・ダンブルドア     | アバーフォース・ダンブルドア     | キアラン・ハインズ                      | 菅生隆之                                                             |
| ジニー・ウィーズリー             | ジニー・ウィーズリー             | ボニー・ライト                          | 高野朱華                                                             |
| モリー・ウィーズリー             | モリー・ウィーズリー             | ジュリー・ウォルターズ                  | 一龍斎貞友                                                           |
| アーサー・ウィーズリー           | アーサー・ウィーズリー           | マーク・ウィリアムズ                    |                                                                      |
| キングズリー・シャックルボルト   | キングズリー・シャックルボルト   | ジョージ・ハリス                        | 立川三貴                                                             |
| ニンファドーラ・トンクス         | ニンファドーラ・トンクス         | ナタリア・テナ                          |                                                                      |
| リーマス・ルーピン               | リーマス・ルーピン               | デイビッド・シューリス                  | 郷田ほづみ                                                           |
| ルシウス・マルフォイ             | ルシウス・マルフォイ             | ジェイソン・アイザックス                | 諸角憲一                                                             |
| ナルシッサ・マルフォイ           | ナルシッサ・マルフォイ           | ヘレン・マックロリー                    | 佐藤しのぶ                                                           |
| リリー・ポッター                 |                                  | ジェラルディン・ソマーヴィル            | 田中敦子                                                             |
| リリー・ポッター                 | 幼少期                           | エリー・ダーシー＝オルデン              | 出野泉花                                                             |
| シリウス・ブラック               |                                  | ゲイリー・オールドマン                  | 辻親八                                                               |
| シリウス・ブラック               | 幼少期                           | ロハン・ゴトベッド                      |                                                                      |
| ジェームズ・ポッター             |                                  | エイドリアン・ローリンズ                | 後藤敦                                                               |
| ジェームズ・ポッター             | 幼少期                           | アルフィー・マクルウェイン              | 橘敏樹                                                               |
| ペチュニア・ダーズリー（幼少期） | ペチュニア・ダーズリー（幼少期） | アリエラ・パラダイス                    | 諸星すみれ                                                           |
| ビル・ウィーズリー               | ビル・ウィーズリー               | ドーナル・グリーソン                    | 佐藤拓也                                                             |
| フラー・デラクール               | フラー・デラクール               | クレマンス・ポエジー                    | 小笠原亜里沙                                                         |
| パーシー・ウィーズリー           | パーシー・ウィーズリー           | クリス・ランキン                        |                                                                      |
| オリバー・ウッド                 | オリバー・ウッド                 | ショーン・ビガースタッフ                | 川島得愛                                                             |
| シェーマス・フィネガン           | シェーマス・フィネガン           | デヴォン・マーレイ                      | 渡辺悠                                                               |
| ディーン・トーマス               | ディーン・トーマス               | アルフレッド・イーノック                | 山本隆平                                                             |
| ナイジェル・ウォルパート         | ナイジェル・ウォルパート         | ウィリアム・メリング                    | 海鋒拓也                                                             |
| チョウ・チャン                   | チョウ・チャン                   | ケイティ・リューング                    | 川庄美雪                                                             |
| パンジー・パーキンソン           | パンジー・パーキンソン           | スカーレット・バーン                    | 東條加那子                                                           |
| グレゴリー・ゴイル               | グレゴリー・ゴイル               | ジョシュア・ハードマン                  | 辺土名龍介                                                           |
| ブレーズ・ザビニ                 | ブレーズ・ザビニ                 | ルイス・コーダイル                      | 河西健吾                                                             |
| コーマック・マクラーゲン         | コーマック・マクラーゲン         | フレディー・ストローマ                  |                                                                      |
| パドマ・パチル                   | パドマ・パチル                   | アフシャン・アザド                      |                                                                      |
| ラベンダー・ブラウン             | ラベンダー・ブラウン             | ジェシー・ケーブ                        |                                                                      |
| ケイティ・ベル                   | ケイティ・ベル                   | ジョージーナ・レオニダス                |                                                                      |
| リーアン                         | リーアン                         | イザベル・ラフランド                    |                                                                      |
| アーニー・マクミラン             | アーニー・マクミラン             | ジェイミー・マーク                      |                                                                      |
| ハンナ・アボット                 | ハンナ・アボット                 | ルイザ・ウォーレン                      |                                                                      |
| パイアス・シックネス             | パイアス・シックネス             | ガイ・ヘンリー                          | 家中宏                                                               |
| フェンリール・グレイバック       | フェンリール・グレイバック       | デイブ・レジェノ                        |                                                                      |
| スカビオール                     | スカビオール                     | ニック・モラン                          |                                                                      |
| ワルデン・マクネア               | ワルデン・マクネア               | トニー・カーウッド                      |                                                                      |
| アントニン・ドロホフ             | アントニン・ドロホフ             | アーベン・バジラクタラジ                |                                                                      |
| ソーフィン・ロウル               | ソーフィン・ロウル               | ロッド・ハント                          |                                                                      |
| アレクト・カロー                 | アレクト・カロー                 | スザンヌ・トース                        |                                                                      |
| アミカス・カロー                 | アミカス・カロー                 | ラルフ・アイネソン                      |                                                                      |
| トラバース、セルウィン           | トラバース、セルウィン           |                                         | 広田みのる                                                           |
| ロドルファス・レストレンジ       | ロドルファス・レストレンジ       |                                         | 宮澤正                                                               |
| 灰色のレディ                     | 灰色のレディ                     | ケリー・マクドナルド                    | 愛河里花子                                                           |
| アリアナ・ダンブルドア           | アリアナ・ダンブルドア           | ヒービー・ベアードサル                  |                                                                      |
| キングス・クロス駅の駅員         | キングス・クロス駅の駅員         | ハリー・テイラー （最終編集からカット） |                                                                      |
| アステリア・グリーングラス       | アステリア・グリーングラス       | ジェイド・オリビア                      |                                                                      |
| ジェームズ・シリウス・ポッター   | ジェームズ・シリウス・ポッター   | ウィル・ダン                            |                                                                      |
| アルバス・セブルス・ポッター     | アルバス・セブルス・ポッター     | アーサー・ボーエン                      |                                                                      |
| リリー・ルーナ・ポッター         | リリー・ルーナ・ポッター         | ダフネ・デ・ベイステギ                  |                                                                      |
| ローズ・ウィーズリー             | ローズ・ウィーズリー             | ヘレナ・バーロウ                        |                                                                      |
| ヒューゴ・ウィーズリー           | ヒューゴ・ウィーズリー           | ライアン・ターナー                      |                                                                      |
| スコーピウス・マルフォイ         | スコーピウス・マルフォイ         | バーティ・ギルバート                    |                                                                      |
| ピーター                         | ピーター                         |                                         | 安達貴英                                                             |
| イアン                           | イアン                           |                                         | 長島真祐                                                             |
| オリバンダー老人                 | オリバンダー老人                 | ジョン・ハート                          | 小林勝也                                                             |
| ボグロッド                       | ボグロッド                       | ジョン・キー                            | 後藤哲夫                                                             |
| 年老いたゴブリン                 | 年老いたゴブリン                 | ラスティ・ゴフ                          |                                                                      |
| 組分け帽子の声                   | 組分け帽子の声                   | レスリー・フィリップス                  | 石森達幸                                                             |
| 駅の子供                         | 駅の子供                         |                                         | 岡部弦 佐藤友里 林田光輝                                             |
| 男子学生                         | 男子学生                         |                                         | 遠藤純平 河田吉正 椎橋和義 高梨謙吾 小野友樹 粟津貴嗣                |
| 女子学生                         | 女子学生                         |                                         | 宗川めぐみ 角田紗里 長尾明希 岡本ナミ 天神林ともみ 佐藤香織 潘めぐみ |
| グリンゴッツ銀行のガードマン     | グリンゴッツ銀行のガードマン     |                                         | 宮本崇弘 本多諒太                                                    |
| クィリナス・クィレル（回想）     | クィリナス・クィレル（回想）     | イアン・ハート （ノンクレジット）       |                                                                      |
| ピーター・ペティグリュー（回想） | ピーター・ペティグリュー（回想） | ティモシー・スポール                    |                                                                      |
| アルバス・ダンブルドア           | アルバス・ダンブルドア           | マイケル・ガンボン                      | 永井一郎                                                             |

- 日本語版制作スタッフ
  - 演出：木村絵理子、翻訳：岸田恵子、翻訳監修：松岡佑子
  - 録音・調整：阿部直子（オムニバス・ジャパン）
  - 日本語版制作：東北新社

### 配役
本作では、一部の主要でない登場人物の役柄について変更または交代された。たとえば、キアラン・ハインズはアルバス・ダンブルドアの弟であり、ホッグズ・ヘッド・インのバーテンダーである、アバーフォース・ダンブルドア役を引き受けた。本作の原作では、以前の作品に登場して以来、登場していなかったかなりの数の登場人物が、大規模な最終決戦でホグワーツを守るために再登場する。監督のデヴィッド・イェーツは「全員を呼び戻したい」と述べ、本作のクライマックスの戦闘シーンのために、シリーズに出演したことのある俳優をできる限り多く呼び戻したいという意向について言及した。ショーン・ビガースタッフ、ジム・ブロードベント、ジェマ・ジョーンズ、ミリアム・マーゴリーズ、およびエマ・トンプソンは、戦闘シーンで短時間、以前の作品の役をもう一度演じた。本作のメインストーリーから19年後の設定のラストシーンでは、主要な登場人物を演じる俳優たちが化粧や特殊効果を使って、年齢を重ねて見えるようにされた。俳優たちの大人になった姿がインターネットに流出したあと、一部のファンは、ワトソンはまったく変わらないように見えるのに、ラドクリフとグリントは老けすぎ、という声が聞かれた。2010年6月に一次撮影が終了したあと、イェーツはフィルム映像を調べ、この問題は編集やCGIでは解決できないと結論を出し、メイクアップを変更して同年12月に一連の場面を再撮影した。

## 制作

### 撮影

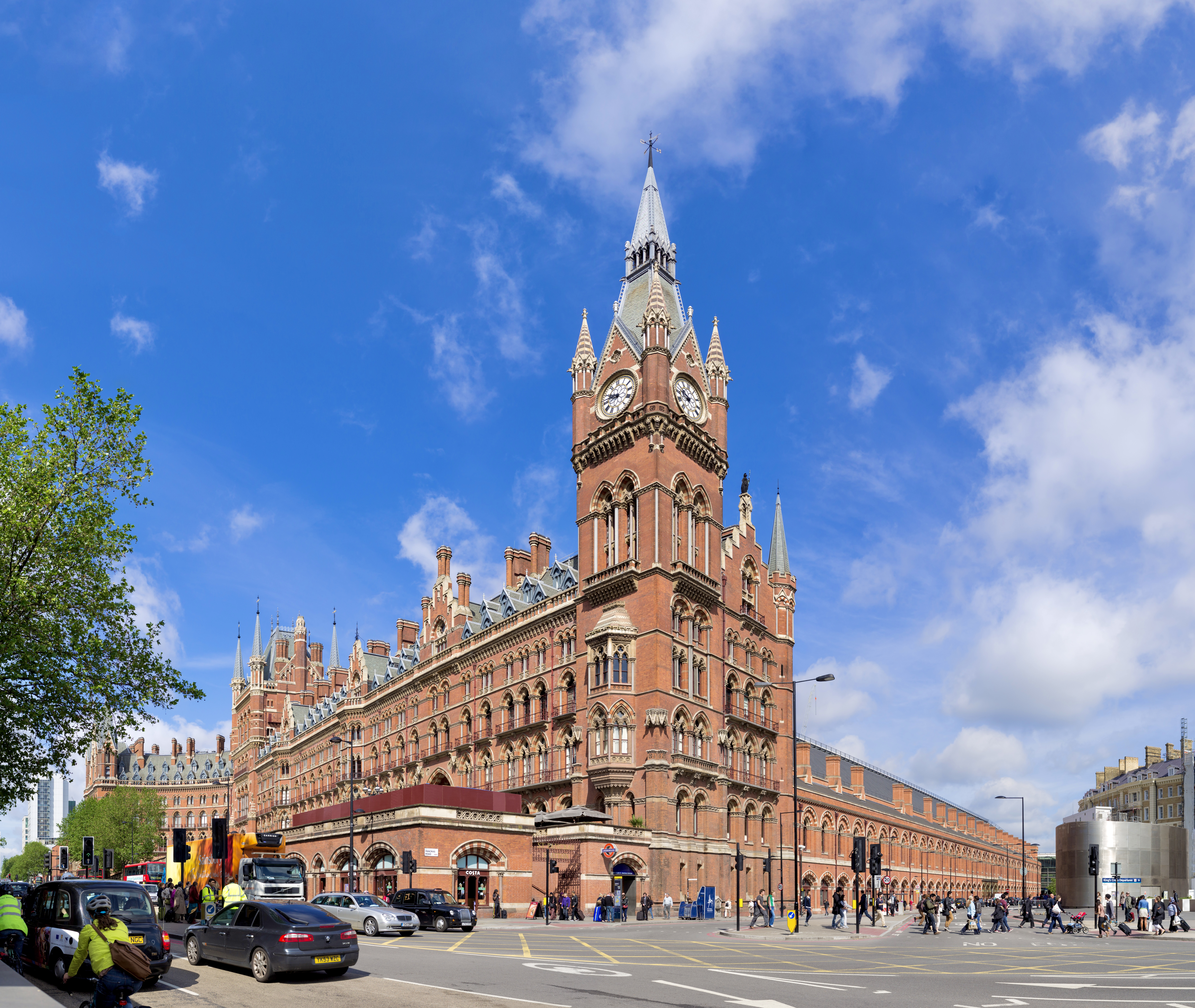
セント・パンクラス駅は、映画のラストシーン「19年後」の冒頭に登場する

PART2は、2009年2月19日から2010年6月12日にかけて『ハリー・ポッターと死の秘宝 PART1』に続けて撮影され、エピローグ・シーンの再撮影は2010年12月21日にリーブスデン・スタジオで行われた。撮影監督のエドゥアルド・セラと共に撮影したイェーツは、PART2を「オペラ的、カラフル、そしてファンタジー志向」、「巨大な戦いのある大オペラ」と言い表した。
当初は2部作にせず単体での劇場公開が予定されていたが、デヴィッド・ハイマンの言う「創造的必要性」のため、原作を2部作に分けることが製作総指揮のライオネル・ウィグラムから提案された。ハイマンは当初、この案に否定的な返事をしたが、ウィグラムは「いや、デヴィッド。どうやってやるんだ」と尋ねた。原作を読み直し、脚本家のスティーヴ・クローヴスと議論の末、彼はこの分割に合意した。

### 美術セット
Architectural Digest誌のインタビューで、プロダクション・デザイナーのスチュアート・クレイグは、PART2のセット制作について述べている。グリンゴッツ魔法銀行について、彼は「私たちの銀行ホールも、ほかの銀行と同じように、大理石と大きな大理石の円柱でできています。またとても力強い。ゴブリンが銀行員や窓口係になっているということが、その壮麗さや重厚さ、そしてその大きさを感じさせることに一役買っています。それはこのセットの楽しみの1つでした。私たちはその大きさを誇張し、その重さも誇張し、そして大理石の輝きも誇張しました」と述べた。金庫室での宝物の増殖について、彼は「私たちは文字通り何千個も作って、真空蒸着してピカピカに輝いた金銀にしました。特殊効果監修のジョン・リチャードソンがいろいろな高さに上げられる床を作ったので、その上の宝物が物理的に膨らむようにしました」と記している。
クレイグは、ホグワーツの戦いについてArt Insights Magazine誌に対し次のように述べている。「大きな課題は、ホグワーツの破壊です。」「煙の向こうに昇る太陽 (…) 破壊された壁の巨大な残骸、玄関ホール、大広間の入り口、大広間の屋根の一部が完全になくなったことでした。大きな挑戦でしたが、本当に楽しいものでした。おそらく、私と美術部のみんなが最後の準備をするのに少し役立ったでしょう。完全に取り壊さなければならなくなる前に私たちはそれを破壊しました。」終盤に近づいたキングス・クロスの場面について聞かれたクレイグは「正直に言うと、いろいろ試しました。というのも、本当にかなり長引きましたが、真っ白に燃え尽きたような感じを試してみました。薄暗い床で試したり、白いペンキや白い布など、さまざまな白いものですべてを覆ってみたり、カメラマンの露出の程度に関わってみたりして、一連のカメラテストをしましたので、なんとか成功しましたが、非常にたくさんの準備と調査が必要でした。」と述べた。

### 視覚効果
視覚効果監修のティム・バークは、「ホグワーツの戦いを演出するのはとても大きな仕事で、制作のいろいろな段階でする必要がありました。複雑に繋がったカメラで広い俯瞰から窓や部屋の中に飛び込む撮影もありました。そこで2008年末に思い切ってダブル・ネガティブでホグワーツをデジタルで再構築し始めてみました。」と述べた。彼は続けて次のように述べている。「2年掛かりました。レンダリングの作成、建物のすべての面のテクスチャリング、窓から見える内装の構築、破壊されたホグワーツの構築に。私たちは、何でもできるこの素晴らしいデジタルミニチュアあるということが分かったうえで撮影を計画できます。実物のホグワーツだったら、去年の夏、かなり撮影に縛られていたでしょう。代わりに、デヴィッド・イェーツが流れや構造を見つけてくれるので、私たちは新しい概念やアイデアを扱うことができるのです。」
映画の3Dの質について、バークはロサンゼルス・タイムズ紙に対して次のように述べている。「よくできていると思います、実際。みんな本当に気に入ってくれると思います。確かに最近はみんな3Dについて少し神経質で懐疑的ですが、その作業はとてもうまくできました。私たちは200以上のショットを3Dで、しかも視覚効果で行い、というのも視覚効果の多くはCGですので、とても良い結果になりました。皆さん、きっと本当に感動してくれると思います、実際。」プロデューサーのデヴィッド・ハイマンは3D変換についてSFX誌に語り、「デヴィッド・イェーツの3Dへの取り組み方は、登場人物とストーリーの観点から迫ろうというものです。ときに3Dが与える孤立感や分離感を、しかるべき時期に高めるために使おうとしています。つまり、私たちはストーリーテリングの方法で取り組んでいます。」と述べている。
2012年には、本作の視覚効果がアカデミー賞にノミネートされた。また、2012年の第65回英国アカデミー賞では、英国アカデミー賞視覚効果賞を受賞した。

### 音楽
当初の予定では、第1作から第3作までの音楽を作曲したジョン・ウィリアムズが最終作の作曲に復帰するはずだったが、予定が合わずできなかった。そこで、「PART1」の作曲者であるアレクサンドル・デスプラが「PART2」に復帰することが正式に発表された。Film Music Magazine誌のインタビューで、デスプラは「PART2」の音楽について「大きな課題」であり、彼の前には「応えるべき多くの期待と多くの仕事」があると述べている。 また別のインタビューで、デスプラはウィリアムズが作ったテーマ曲が「『PART1』よりもはるかに多く」映画に登場することにも言及した。本作のサウンドトラックは、第54回グラミー賞で映像メディアサウンドトラック部門にノミネートされた。

## マーケティング
2011年3月、『死の秘宝 PART2』の初号試写が公開され、新しい映像や主演俳優の新しいインタビューが初公開された。最初のアメリカのポスターが2011年3月28日に公開され、（国際公開日を指す）「It All Ends 7.15」（7.15 すべてが終わる）というキャプションが付けられた。2011年4月27日に「PART2」の最初の劇場予告編が公開された。この予告編では、さまざまな新旧の映像が明かされた。本作のIMAX予告編が2011年5月20日の『パイレーツ・オブ・カリビアン/生命の泉』のIMAX上映に合わせて公開された。2011年6月5日のMTVムービー・アワードで、エマ・ワトソンが本作のちら見せを披露した。

## 公開

### 劇場公開
2011年4月2日、本作の試写会がシカゴで開催され、イェーツ、ヘイマン、バロン、編集のマーク・デイが出席した。2011年7月7日、ロンドンのトラファルガー広場でワールドプレミアが開催された。2011年7月11日、ニューヨークのリンカーン・センターでUSプレミアが開催された。2Dで撮影されたが、ポストプロダクションで3D化され、RealD 3DとIMAX 3Dで公開された。
本作は当初、インドネシアでは2011年7月13日に公開される予定だった。2011年2月、インドネシア政府は外国映画のロイヤリティに対して新たな付加価値税を課し、ワーナー・ブラザースを含む映画スタジオ3社が『ハリー・ポッターと死の秘宝 PART2』を含む映画についてインドネシアへの輸入を中止する事態となった。ヨルダン王国では、当時の直近に映画に対する課税が強化されたため、本作は劇場公開されなかった。
公開1カ月前の6月10日、チケットが発売された。2011年6月16日、『PART2』は全英映像等級審査機構（BBFC）から12A認定を受けた。BBFCは「中程度の脅威、傷害の詳細、言語を含む」と指摘し、本作は「傷害の詳細」の警告を受けた唯一のハリー・ポッター映画となった。7月15日の深夜、PART2は3,800の映画館で上映された。アメリカでは、4,375館の劇場、3,100館の3D劇場、274館のIMAX劇場で上映され、IMAXとして、また3Dとして、さらにハリー・ポッター映画としても最も広く公開された。

### 映像ソフト
『ハリー・ポッターと死の秘宝 PART2』は、米国では2011年11月11日に、1枚組通常DVD、2枚組通常DVD特別版、1枚組通常版ブルーレイ、3枚組ブルーレイ2Dコンボパック（ブルーレイ+DVD+デジタルコピー）の4形式で発売された。イギリスとアイルランドでは、本作は2011年12月2日に、2枚組通常DVD、3枚組ブルーレイ2Dコンボパック（ブルーレイ+DVD+デジタルコピー）、4枚組ブルーレイ3Dコンボパック（ブルーレイ3D+ブルーレイ2D+DVD+デジタルコピー）の3形式で発売された。本作は、予約開始からわずか2日でAmazon.comでDVDとブルーレイの予約販売最速記録を打ち立てた。
『死の秘宝 PART2』は、金曜日から日曜日の3日間で271万ユニットのブルーレイ（6075万ドル）を売り上げた。また、新発売時のDVDの売り上げは283万ユニット（4222万ドル）だった。2012年7月18日までに、ブルーレイは471万ユニット（9933万ドル）、DVDは647万ユニット（8896万ドル）を売り上げた。 
2017年3月28日、『死の秘宝 PART2』は『死の秘宝 PART』『謎のプリンス』『不死鳥の騎士団』とともにUltra HDブルーレイ版が初登場した。
日本ではワーナー・ブラザース・ホームエンターテイメントよりブルーレイ、DVDが発売。
- 【初回限定生産】ハリー・ポッターと死の秘宝 PART2 ブルーレイ&DVDセット スペシャル・エディション（4枚組、2011年11月16日発売）
- ハリー・ポッターと死の秘宝 PART2 DVD&ブルーレイセット（3枚組、2011年11月16日発売）
- ハリー・ポッターと死の秘宝 PART2 DVD版（1枚組、2011年11月16日発売）
- ハリー・ポッターと死の秘宝 PART2 3D&2D ブルーレイセット（3枚組、2011年11月16日発売）
- ハリー・ポッターと死の秘宝 PART2 ブルーレイ（1枚組、2012年6月27日発売）
- ハリー・ポッターと死の秘宝 PART2 コレクターズ・エディション（Blu-ray版 / DVD版共に3枚組、2016年6月8日発売）
- ハリー・ポッターと死の秘宝 PART2 <4K ULTRA HD&ブルーレイセット>（3枚組、2017年4月19日発売）
- 【初回限定生産】ハリー・ポッター 第1章〜第7章PART2 ブルーレイコンプリートBOX（12枚組、2011年11月16日発売）
- 【初回限定生産】ハリー・ポッター 第1章〜第7章PART2 DVDコンプリートBOX（17枚組、2011年11月16日発売）

### テレビ放送
| 回数 | 放送局     | 番組名          | 放送日         | 放送時間      | 放送分数 | 平均世帯視聴率 | 備考 |
| ---- | ---------- | --------------- | -------------- | ------------- | -------- | -------------- | --- |
| 1    | 日本テレビ | 金曜ロードSHOW! | 2013年11月8日  | 19:56 - 22:54 | 178分    | 14.3%          | 地上波初放送 本編ノーカット 64分拡大、64分繰上げ |
| 2    | 日本テレビ | 金曜ロードSHOW! | 2016年6月24日  | 21:00 - 23:29 | 149分    | 13.8%          | 本編ノーカット 35分拡大 |
| 3    | 日本テレビ | 金曜ロードSHOW! | 2018年11月23日 | 21:00 - 23:29 | 149分    | 11.7%          | 35分拡大 |
| 4    | TBSテレビ  | （なし）        | 2022年5月28日  | 19:00 - 21:54 | 174分    | 5.2%           | ハリー・ポッター魔法ワールド最新作『ファンタスティック・ビーストとダンブルドアの秘密』の公開および、TBS70周年記念舞台ハリー・ポッター魔法ワールド最新作『ハリー・ポッターと呪いの子』の公演を記念して放送。 関東地区では直前の18:51 - 19:00に事前番組を放送。 |

- 視聴率はビデオリサーチ調べ、関東地区・世帯・リアルタイム。

## ネットへの流出問題
2011年7月15日、『ハリー・ポッターと死の秘宝 PART2』の一場面の写真がネットに流出していることが分かった。流出した場面とは禁じられた森でネビル・ロングボトムとヴォルデモートが対決するシーンであり、背後にはベラトリックス・レストレンジの姿も写されていた。

## 日本におけるキャッチコピー
- これが、最後。

## 評価

### 興行収入
| 興行収入記録                        | 記録詳細       | 前記録                                                           |
| ----------------------------------- | -------------- | ---------------------------------------------------------------- |
| 初週週末（アメリカ/カナダ）         | $169,189,427   | 『ダークナイト』（2008年、1億5840万ドル）                        |
| 夏季初週週末（アメリカ/カナダ）     | $169,189,427   |                                                                  |
| 3D映画初週週末（アメリカ/カナダ）   | $169,189,427   |                                                                  |
| IMAX初週週末（アメリカ/カナダ）     | $15,200,000    | 『アバター』（2009年、950万ドル）                                |
| IMAX初週週末（全世界）              | $23,200,000    |                                                                  |
| IMAX最大深夜公開（アメリカ/カナダ） | $2,000,000     | 『ハリー・ポッターと死の秘宝 PART1』（2010年、140万ドル）        |
| 初週週末（全世界）                  | $483,189,427   |                                                                  |
| 初週週末（アメリカ/カナダ以外）     | $314,000,000   |                                                                  |
| 初日単日（アメリカ/カナダ）         | $91,071,119    | 『ニュームーン/トワイライト・サーガ』（2009年、7270万ドル）      |
| 最大深夜公開（アメリカ/カナダ）     | $43,500,000    | 『エクリプス/トワイライト・サーガ』（2010年、3000万ドル）        |
| 前売券最高販売（アメリカ/カナダ）   | $32,000,000    | 『エクリプス/トワイライト・サーガ』（2010年、3000万ドル）        |
| 3D最多公開（アメリカ/カナダ）       | 3100劇場以上   | 『トランスフォーマー/ダークサイド・ムーン』（2011年、2,789劇場） |
| 2011年最高興行収入作品              | $1,342,511,219 |                                                                  |
| 7月公開（アメリカ/カナダ）          | $169,189,427   |                                                                  |
| 最高興行収入ファンタジー実写映画    | $381,011,219   |                                                                  |
| 3日間最多                           | $169,189,427   | 『ダークナイト』（2008年、1億5800万ドル）                        |
| 最速1億ドル突破                     | 2日            | 『ニュームーン/トワイライト・サーガ』（2009年）                  |
| 最速1億5000万ドル突破               | 3日            | 『ダークナイト』（2008年）                                       |
| イギリス初週末                      | $36,000,000    |                                                                  |
| オーストラリア初週末                | $26,700,000    |                                                                  |

本作の公開前、10年に渡り重ねられた期待を込めて、本作は記録を塗り替えると興行アナリストから予測されていた。『ハリー・ポッターと死の秘宝 PART2』は、アメリカとカナダで3億8140万ドル、その他の市場で9億6080万ドル、全世界では13億4200万ドルの興行収入を記録した。全世界の収益では、興行収入第3位、2011年最高興行収入作品、『ハリー・ポッターと謎のプリンス』の記録（3億9400万ドル）を抜き『ハリー・ポッター』シリーズ最高興行収入作品、書籍の映画化最高興行収入作品となった。また、ワーナー・ブラザースの最高興行収入作品となり、親会社のワーナーメディアとしても、ロード・オブ・ザ・リング/王の帰還を抜き、最高興行収入となった。『死の秘宝 PART2』は全世界で4億8320万ドルの初週週末記録を打ち立てた。この記録は、2015年に『ジュラシック・ワールド』に破られるまで、4年間保持された。本作は全世界で2320万ドルのIMAX初週週末記録を打ち立てた。また最速興行収入映画として、5億ドル（6日間）、6億ドル（8日間）、7億ドル（10日間）、8億ドル（12日間）、9億ドル（15日間）の世界記録を樹立した。2011年7月30日には本作は10億ドルを超え、『アバター』が打ち立てた19日間の記録に並んだ。
2015年5月26日現在全世界の興行収入は歴代第5位の$1,341,511,219である。

#### アメリカおよびカナダ
アメリカとカナダでは、興行収入第27位、2011年最高興行収入作品、『ハリー・ポッター』シリーズ最高興行収入作品、児童書の映画化最高興行収入作品、最高興行収入ファンタジー実写映画、3D映画興行収入第13位となっている。Box Office Mojoは本作のチケット販売について4000万枚を超えたと推定している。前売券の売上げで3200万ドル、深夜公開で4350万ドル、IMAXの深夜公開で200万ドルの新記録を打ち立てた。初日の金曜日に9110万ドルの興行収入を記録し、金曜日の興行収入記録を更新するとともに、単日および初日の記録も更新した。また、1億6920万ドルの初週週末記録、1520万ドルのIMAX初週週末記録、および3D映画の初週週末記録も打ち立てた。3Dは映画の収益性を高めたが、3D会場からの興行収入は初週興行収入の43%に過ぎなかった。これは初週週末の興行収入のうち3D上映によるものは7280万ドルに過ぎず、当時2番目に多額だったことを意味する。
また、3日間および4日間の最高興行収入、初週（金曜日から木曜日まで）の興行収入が2億2620万ドルで第6位、さらに7日間の興行収入も第7位を記録した。2週目の金曜日は84%、2週目の週末は全体で72%と急落し、興行収入は4740万ドルとなった。これは初週9000万ドル以上を記録した作品の中で2週目週末の下落が最大となった。それでも本作はシリーズ最速の興行収入を成し遂げ、またその当時、10日間の興行収入でも史上第2位（2015年8月17日現在第8位）を達成した。3週目の週末には、『ハリー・ポッターと賢者の石』を抜き、アメリカおよびカナダにおいて同シリーズの最高興行収入を上げた作品となった。

#### その他の地域
『ハリー・ポッターと死の秘宝 PART2』は、映画興行収入第3位、2011年の映画興行収入第1位、ワーナー・ブラザースの映画興行収入第1位、ハリー・ポッターの映画興行収入第1位の作品となった。公開初日、『死の秘宝 PART2』は26カ国から4360万ドルの興行収入を上げ、『死の秘宝 PART1』を86%、『謎のプリンス』より49%高い成績を収めた。水曜日から日曜日までの初週週末5日間で、アメリカとカナダ以外で3億1400万ドルを稼ぎ初週週末記録を打ち立てた。『死の秘宝 PART2』の平均3D観賞率は60%で、『トランスフォーマー/ダークサイド・ムーン』の3D観賞率（70%）や、『パイレーツ・オブ・カリビアン/生命の泉』の3D観賞率（66%）より低かった。2週目の週末は首位を保持したが、競合が少ないにもかかわらず、62%減の1億2020万ドルに急落した。この金額は『パイレーツ・オブ・カリビアン/生命の泉』が第2週週末に稼いだ金額（1億2430万ドル）とほぼ同じである。『死の秘宝 PART2』は、北米以外の興行収入で4週連続第1位となった。
イギリス、アイルランド、マルタでは、初日に1480万ドルという記録的な興行収入をもたらした。イギリスでは初週週末に23,753,171ポンドの興行収入を生み、2011年の初週週末第2位を記録した。その実績は、初週週末に23,882,688ポンドの興行収入を生んだ2004年の『ハリー・ポッターとアズカバンの囚人』を超えなかった。米ドルでは、初週週末は史上最高の3830万ドルで、『ハリー・ポッターと不死鳥の騎士団』（3350万ドル）を上回った。また本作は初週土曜日単日の最大興行収入、および最大初週興行収入の5760万ドルを達成した。本作のイギリスでの興行収入は合計7310万ポンド（1億1720万ドル）で、第10位の興行収入となった。また、2011年最高興行収入作品と魔法ワールド映画の最高興行収入を上げた作品でもある。
『死の秘宝 PART2』はその他の国でも初日記録を達成し、それぞれメキシコ（610万ドル）、オーストラリア（750万ドル）、フランスおよびマグリブ地域（710万ドル）、イタリア（460万ドル）、スウェーデン（210万ドル）、ノルウェー（180万ドル）、デンマーク（160万ドル）、オランダ（170万ドル）、ベルギー（140万ドル）、チェコ共和国（200万ドル）、アルゼンチン（96万1000ドル）、フィンランド（74万9000ドル）、香港（80万8000ドル）であった。また、日本（570万ドル）、ブラジル（440万ドル）、ロシアおよび独立国家共同体（420万ドル）、スペイン（330万ドル）、ポーランド（125万ドル）で『ハリー・ポッター』シリーズとしての初日興行収入の新記録を築いた。
『死の秘宝 PART2』は、インドで1億5000万ルピー（341万ドル）、オーストラリアで1960万ドル、ニュージーランドで246万ドル、ブラジルで1100万ドル、スカンジナビアで1850万ドル、メキシコで1590万ドル、およびその他多くのラテンアメリカやヨーロッパの国で初日記録を達成した。

### 批評家の反応
Rotten Tomatoesでは、本作は332件のレビューを基に96%の支持を得ており、平均評価は8.3/10となっている。同サイトの「批評家の総意（CRITICS CONSENSUS）」は、「スリリングで、力強く、視覚的にも素晴らしい『死の秘宝 PART2』は、『ハリー・ポッター』シリーズを満足のいく、またそれに相応しい魔法のような結末に導く」とされている。批評に対して正規化された格付けを行うMetacriticでは、本作は41件の批評に基づき100点満点中85点を獲得しており、『普遍的な称賛』（Universal acclaim）を示している。本作は、放送映画批評家協会の本職の批評家から93点を付けられ、同協会の最高評価を受けた『ハリー・ポッター』映画である。CinemaScoreによる調査では、観客は本作にA+からFまでの評価基準で平均「A」を与えた。
デイリー・テレグラフ紙のPhilip Womackは「これは記念碑的な映画であり、華やかな色調にあふれ、そして老若男女すべての観客の心に響き渡る究極のメッセージを伝えている。そう、私たちすべてに闇があるが、私たちはそれを乗り越えられる」と批評した。さらに彼は、デヴィッド・イェーツは「（原作を）真に恐ろしい光景へと変貌させた」と表現した。また別の批評がイブニング・スタンダード紙から同日発表され、5点満点中4点と評価し、「何百万という子供たち、両親、そしてもっと分別のある人は、分霊箱が何であるか思い出す必要はないだろう。デヴィッド・イェーツ監督は期待を裏切らない。実際、ある意味では、彼は最終巻の欠点を補うのに一役買っている」と述べている。デイリー・エクスプレス紙は、本作は「善と悪との劇的で記憶に残る戦いという点で、ロード・オブ・ザ・リングやスター・ウォーズに匹敵する恐ろしいほどの決着の場」を見せていると述べた。
シカゴ・サンタイムズ紙のロジャー・イーバートは、本作に4つ星中の星3.5個を与え、「フィナーレは、フィナーレとして相応しい十分な畏敬の念と厳粛さを呼び起こしており、魔法のような何年も前の『ハリー・ポッターと賢者の石』の（相対的に）屈託のない無邪気さと劇的な対照をなしている」と述べた。BBCのマーク・カーモードは、この映画は「非常に複雑な本のかなり堅実で野心的な映画化」であると述べたが、後工程で変換された3Dについては酷評した。AP通信のクリスティ・レミールは、本作に4つ星中の星3.5個を与え、「『死の秘宝 PART2』は、長らく約束されていた答えを提供する一方で、いくつかの永遠の問いをあえて投げかけている。最終章が終わったあともあなたの中に残るだろう」と述べた。同様にシカゴ・サンタイムズ紙のリチャード・ローパーは、本作にA+の評価を与え、「これは、これまで映画化された最高のシリーズの1つで、素晴らしい最終章に相応しい作品である」と述べた。
数少ない否定的なレビューの1つとして、ヴュ・ウィークリー紙のBrian Gibsonは、本作を「死ぬほど退屈」「映像の誇張」と表現した。原作を2部構成に分けたことについて批判する別の批評もあり、デイリー・テレグラフのBen Mortimerは「『死の秘宝 PART2』は1つの映画ではありません。映画の半分です。それはやや感動が欠けているように感じられるでしょう」と書いている。別の批評では映画の上映時間について書かれており、The WrapのAlonso Duraldeは、「この映画に実質的な欠点があるとすれば、この人と場所と物のオンパレードは130分の上映時間に納めるのがギリギリだということです」と述べた。The Oxford StudentのRebecca Gillieは、本作に5点満点中2点を与え、「（この映画の）終わりには、映画館を出たあとに心に残るものは何もありません」と書いた。

### 受賞歴
本作は多くの受賞やノミネートを獲得した。『ハリー・ポッターと死の秘宝 PART2』は、第84回アカデミー賞で美術賞、メイクアップ賞、視覚効果賞にノミネートされた。第65回英国アカデミー賞では、視覚効果賞を受賞し、音響賞、美術賞、メイクアップ＆ヘア賞にノミネートされた。
本作は2012年の第54回グラミー賞で映像メディア・サウンドトラック部門にノミネートされた。また、映画俳優組合賞 スタント・アンサンブル賞を受賞した。本作は年に一度のサターン賞では10部門にノミネートされ、ファンタジー映画賞を受賞した。2011年スクリーム賞では、合計14部門にノミネートされ、アルティメット・スクリーム賞、脚本賞、ファンタジー男優賞（ダニエル・ラドクリフ）、悪役賞（レイフ・ファインズ）、F/X賞、ホーリー・シット・シーン賞の5部門で受賞した。
| Year | Award                                                      | Category                                                                                     | Result                                                                               | Recipient                                                                            |
| ---- | ---------------------------------------------------------- | -------------------------------------------------------------------------------------------- | ------------------------------------------------------------------------------------ | ------------------------------------------------------------------------------------ |
| 2011 | ナショナル・ボード・オブ・レビュー賞                       | 作品トップ10                                                                                 | 受賞                                                                                 | 『ハリー・ポッターと死の秘宝 PART2』                                                 |
| 2011 | ナショナル・ムービー・アワード                             | 最も観たい夏の映画                                                                           | 受賞                                                                                 | 『ハリー・ポッターと死の秘宝 PART2』                                                 |
| 2011 | ハリウッド映画賞                                           | ハリウッド・ムービー・オブ・ザ・イヤー                                                       | 受賞                                                                                 | 『ハリー・ポッターと死の秘宝 PART2』                                                 |
| 2011 | ニコロデオン・オーストラリアン・キッズ・チョイス・アワード | 映画賞                                                                                       | 受賞                                                                                 | 『ハリー・ポッターと死の秘宝 PART2』                                                 |
| 2011 | 英国アカデミー児童映画賞 (BAFTA)                           | 映画賞                                                                                       | 受賞                                                                                 | 『ハリー・ポッターと死の秘宝 PART2』                                                 |
| 2011 | 英国アカデミー児童映画賞 (BAFTA)                           | BAFTAキッズ投票賞（映画部門）                                                                | 受賞                                                                                 | 『ハリー・ポッターと死の秘宝 PART2』                                                 |
| 2011 | BAFTAブリタニア賞                                          | 芸術的優秀監督賞                                                                             | 受賞                                                                                 | デヴィッド・イェーツ （ハリー・ポッター映画 第5作-第8作）                            |
| 2011 | サテライト賞                                               | 作曲賞                                                                                       | ノミネート                                                                           | アレクサンドル・デスプラ                                                             |
| 2011 | サテライト賞                                               | 視覚効果賞                                                                                   | ノミネート                                                                           | ティム・バーク、ジョン・リチャードソン、デヴィッド・ヴィッケリー、グレッグ・バトラー |
| 2011 | サテライト賞                                               | 音響賞                                                                                       | ノミネート                                                                           | Dave Patterson、Lon Bender、Robert Fernandez、Victor Ray Ennis                       |
| 2011 | 2011年ティーン・チョイス・アワード                         | 夏映画賞                                                                                     | 受賞                                                                                 | 『ハリー・ポッターと死の秘宝 PART2』                                                 |
| 2011 | 2011年ティーン・チョイス・アワード                         | 夏映画スター賞 男性                                                                          | 受賞                                                                                 | ダニエル・ラドクリフ                                                                 |
| 2011 | 2011年ティーン・チョイス・アワード                         | 夏映画スター賞 女性                                                                          | 受賞                                                                                 | エマ・ワトソン                                                                       |
| 2011 | 2011年スクリーム賞                                         | アルティメット・スクリーム賞                                                                 | 受賞                                                                                 | 『ハリー・ポッターと死の秘宝 PART2』                                                 |
| 2011 | 2011年スクリーム賞                                         | 脚本賞                                                                                       | 受賞                                                                                 | スティーヴ・クローヴス                                                               |
| 2011 | 2011年スクリーム賞                                         | ファンタジー男優賞                                                                           | 受賞                                                                                 | ダニエル・ラドクリフ                                                                 |
| 2011 | 2011年スクリーム賞                                         | 悪役賞                                                                                       | 受賞                                                                                 | レイフ・ファインズ                                                                   |
| 2011 | 2011年スクリーム賞                                         | ホーリー・シット・シーン賞（必要の部屋）                                                     | 受賞                                                                                 | 『ハリー・ポッターと死の秘宝 PART2』                                                 |
| 2011 | 2011年スクリーム賞                                         | F/X賞                                                                                        | 受賞                                                                                 | ティム・バーク                                                                       |
| 2011 | 2011年スクリーム賞                                         | ファンタジー映画賞                                                                           | ノミネート                                                                           | 『ハリー・ポッターと死の秘宝 PART2』                                                 |
| 2011 | 2011年スクリーム賞                                         | 監督賞                                                                                       | ノミネート                                                                           | デヴィッド・イェーツ                                                                 |
| 2011 | 2011年スクリーム賞                                         | ファンタジー女優賞                                                                           | ノミネート                                                                           | エマ・ワトソン                                                                       |
| 2011 | 2011年スクリーム賞                                         | 助演男優賞                                                                                   | ノミネート                                                                           | ルパート・グリント                                                                   |
| 2011 | 2011年スクリーム賞                                         | 助演男優賞                                                                                   | ノミネート                                                                           | アラン・リックマン                                                                   |
| 2011 | 2011年スクリーム賞                                         | アンサンブル賞                                                                               | ノミネート                                                                           | 『ハリー・ポッターと死の秘宝 PART2』                                                 |
| 2011 | 2011年スクリーム賞                                         | 格闘シーン賞（最後の戦い）                                                                   | ノミネート                                                                           | 『ハリー・ポッターと死の秘宝 PART2』                                                 |
| 2011 | 2011年スクリーム賞                                         | 格闘シーン賞（ホグワーツの戦い）                                                             | ノミネート                                                                           | 『ハリー・ポッターと死の秘宝 PART2』                                                 |
| 2011 | 2011年スクリーム賞                                         | 3D映画賞                                                                                     | ノミネート                                                                           | 『ハリー・ポッターと死の秘宝 PART2』                                                 |
| 2011 | アメリカン・フィルム・インスティチュート賞2011             | AFI特別賞                                                                                    | 受賞                                                                                 | ハリー・ポッター・シリーズ                                                           |
| 2011 | 世界サウンドトラック・アカデミー                           | 映画作曲家賞                                                                                 | 受賞                                                                                 | アレクサンドル・デスプラ                                                             |
| 2012 | アカデミー賞                                               | 美術賞                                                                                       | ノミネート                                                                           | スチュアート・クレイグ、ステファニー・マクミラン                                     |
| 2012 | アカデミー賞                                               | メイクアップ賞                                                                               | ノミネート                                                                           | Nick Dudman、Amanda Knight、Lisa Tomblin                                             |
| 2012 | アカデミー賞                                               | 視覚効果賞                                                                                   | ノミネート                                                                           | ティム・バーク、デヴィッド・ヴィッケリー、グレッグ・バトラー、ジョン・リチャードソン |
| 2012 | 英国アカデミー賞                                           | 美術賞                                                                                       | ノミネート                                                                           | スチュアート・クレイグ、ステファニー・マクミラン                                     |
| 2012 | 英国アカデミー賞                                           | 視覚効果賞                                                                                   | 受賞                                                                                 | ティム・バーク、ジョン・リチャードソン、グレッグ・バトラー、デヴィッド・ヴィッケリー |
| 2012 | 英国アカデミー賞                                           | 音響賞                                                                                       | ノミネート                                                                           | James Mather、Stuart Wilson、Stuart Hilliker、Mike Dowson、Adam Scrivener            |
| 2012 | 英国アカデミー賞                                           | メイクアップ&ヘア賞                                                                          | ノミネート                                                                           | Amanda Knight、Lisa Tomblin                                                          |
| 2012 | ピープルズ・チョイス・アワード                             | 映画賞                                                                                       | 受賞                                                                                 | 『ハリー・ポッターと死の秘宝 PART2』                                                 |
| 2012 | ピープルズ・チョイス・アワード                             | アクション映画賞                                                                             | 受賞                                                                                 | 『ハリー・ポッターと死の秘宝 PART2』                                                 |
| 2012 | ピープルズ・チョイス・アワード                             | 映画アンサンブル賞                                                                           | 受賞                                                                                 | 『ハリー・ポッターと死の秘宝 PART2』                                                 |
| 2012 | ピープルズ・チョイス・アワード                             | 小説原作映画賞                                                                               | 受賞                                                                                 | 『ハリー・ポッターと死の秘宝 PART2』                                                 |
| 2012 | ピープルズ・チョイス・アワード                             | 映画男優賞                                                                                   | ノミネート                                                                           | ダニエル・ラドクリフ                                                                 |
| 2012 | ピープルズ・チョイス・アワード                             | 25歳未満の映画スター賞                                                                       | ノミネート                                                                           | ダニエル・ラドクリフ                                                                 |
| 2012 | ピープルズ・チョイス・アワード                             | 25歳未満の映画スター賞                                                                       | ノミネート                                                                           | ルパート・グリント                                                                   |
| 2012 | ピープルズ・チョイス・アワード                             | 25歳未満の映画スター賞                                                                       | ノミネート                                                                           | エマ・ワトソン                                                                       |
| 2012 | ピープルズ・チョイス・アワード                             | 25歳未満の映画スター賞                                                                       | ノミネート                                                                           | トム・フェルトン                                                                     |
| 2012 | グラミー賞                                                 | 映像メディア・サウンドトラック部門                                                           | ノミネート                                                                           | アレクサンドル・デスプラ                                                             |
| 2012 | クリティクス・チョイス・アワード                           | 美術賞                                                                                       | ノミネート                                                                           | スチュアート・クレイグ                                                               |
| 2012 | クリティクス・チョイス・アワード                           | 視覚効果賞                                                                                   | ノミネート                                                                           | ティム・バーク、ジョン・リチャードソン、デヴィッド・ヴィッケリー、グレッグ・バトラー |
| 2012 | クリティクス・チョイス・アワード                           | 音響賞                                                                                       | 受賞                                                                                 | 『ハリー・ポッターと死の秘宝 PART2』                                                 |
| 2012 | クリティクス・チョイス・アワード                           | メイクアップ賞                                                                               | 受賞                                                                                 | Nick Dudman、Amanda Knight、Mark Coulier                                             |
| 2012 | 映画俳優組合                                               | スタント・アンサンブル賞                                                                     | 受賞                                                                                 | 『ハリー・ポッターと死の秘宝 PART2』                                                 |
| 2012 | 衣裳デザイナー組合賞                                       | 映画衣装デザイン賞 ファンタジー映画                                                          | 受賞                                                                                 | Jany Temime                                                                          |
| 2012 | 美術監督組合賞                                             | 美術監督賞 ファンタジー映画                                                                  | 受賞                                                                                 | スチュアート・クレイグ、ステファニー・マクミラン                                     |
| 2012 | 女性映画ジャーナリスト同盟                                 | 助演男優賞                                                                                   | ノミネート                                                                           | アラン・リックマン                                                                   |
| 2012 | SFX賞                                                      | 映画賞                                                                                       | 受賞                                                                                 | 『ハリー・ポッターと死の秘宝 PART2』                                                 |
| 2012 | SFX賞                                                      | 監督賞                                                                                       | ノミネート                                                                           | デヴィッド・イェーツ                                                                 |
| 2012 | 視覚効果協会賞                                             | Outstanding Visual Effects in an Effects Driven Feature Motion Picture                       | ノミネート                                                                           | ティム・バーク、Emma Norton、ジョン・リチャードソン、デヴィッド・ヴィッケリー        |
| 2012 | 視覚効果協会賞                                             | Outstanding Animated Character in a Live Action Feature Motion Picture – Ukrainian Ironbelly | ノミネート                                                                           | Yasunobu Arahori、Tom Bracht、Gavin Harrison、Chris Lentz                            |
| 2012 | 視覚効果協会賞                                             | Outstanding Created Environment in a Live Action Feature Motion Picture                      | ノミネート                                                                           | Keziah Bailey、Stephen Ellis、Clement Gerard、Pietro Ponti                           |
| 2012 | 視覚効果協会賞                                             | Outstanding Models in a Feature Motion Picture                                               | ノミネート                                                                           | Steven Godfrey、Pietro Ponti、Tania Marie Richard、Andy Warren                       |
| 2012 | 視覚効果協会賞                                             | Outstanding Compositing in a Feature Motion Picture                                          | ノミネート                                                                           | Michele Benigna、Martin Ciastko、Thomas Dyg、Andy Robinson                           |
| 2012 | 国際映画音楽批評家協会賞                                   | ファンタジー/SF/ホラー映画作曲賞                                                             | ノミネート                                                                           | アレクサンドル・デスプラ                                                             |
| 2012 | サターン賞                                                 |                                                                                              |                                                                                      |                                                                                      |
| 2012 | ファンタジー映画賞                                         | 受賞                                                                                         | Steven Godfrey、Pietro Ponti、Tania Marie Richard、Andy Warren                       |                                                                                      |
| 2012 | 監督賞                                                     | ノミネート                                                                                   | デヴィッド・イェーツ                                                                 |                                                                                      |
| 2012 | 助演男優賞                                                 | ノミネート                                                                                   | レイフ・ファインズ                                                                   |                                                                                      |
| 2012 | 助演男優賞                                                 | ノミネート                                                                                   | アラン・リックマン                                                                   |                                                                                      |
| 2012 | 助演女優賞                                                 | ノミネート                                                                                   | エマ・ワトソン                                                                       |                                                                                      |
| 2012 | 美術賞                                                     | ノミネート                                                                                   | スチュアート・クレイグ                                                               |                                                                                      |
| 2012 | 編集賞                                                     | ノミネート                                                                                   | Mark Day                                                                             |                                                                                      |
| 2012 | 衣装デザイン賞                                             | ノミネート                                                                                   | Jany Temime                                                                          |                                                                                      |
| 2012 | メイクアップ賞                                             | ノミネート                                                                                   | Nick Dudman、Amanda Knight                                                           |                                                                                      |
| 2012 | 特殊効果賞                                                 | ノミネート                                                                                   | ティム・バーク、グレッグ・バトラー、ジョン・リチャードソン、デヴィッド・ヴィッケリー |                                                                                      |
| 2012 | ヒューゴー賞                                               | 映像部門 長編作品                                                                            | ノミネート                                                                           | デヴィッド・イェーツ、スティーヴ・クローヴス                                         |
| 2012 | MTVムービー・アワード                                      | 作品賞                                                                                       | ノミネート                                                                           | 『ハリー・ポッターと死の秘宝 PART2』                                                 |
| 2012 | MTVムービー・アワード                                      | 男性演技賞                                                                                   | ノミネート                                                                           | ダニエル・ラドクリフ                                                                 |
| 2012 | MTVムービー・アワード                                      | 女性演技賞                                                                                   | ノミネート                                                                           | エマ・ワトソン                                                                       |
| 2012 | MTVムービー・アワード                                      | MTVムービー・アワード ヒーロー賞                                                             | 受賞                                                                                 | ダニエル・ラドクリフ                                                                 |
| 2012 | MTVムービー・アワード                                      | MTVムービー・アワード キス賞                                                                 | ノミネート                                                                           | ルパート・グリント、エマ・ワトソン                                                   |
| 2012 | MTVムービー・アワード                                      | MTVムービー・アワード ファイト賞                                                             | ノミネート                                                                           | ダニエル・ラドクリフ、レイフ・ファインズ                                             |
| 2012 | MTVムービー・アワード                                      | MTVムービー・アワード オン・スクリーン・デュオ賞                                             | 受賞                                                                                 | ダニエル・ラドクリフ、ルパート・グリント、エマ・ワトソン、トム・フェルトン           |
| 2012 | 第17回エンパイア賞                                         | 作品賞                                                                                       | 受賞                                                                                 | 『ハリー・ポッターと死の秘宝 PART2』                                                 |
| 2012 | 第17回エンパイア賞                                         | 男優賞                                                                                       | ノミネート                                                                           | ダニエル・ラドクリフ                                                                 |
| 2012 | 第17回エンパイア賞                                         | 監督賞                                                                                       | 受賞                                                                                 | デヴィッド・イェーツ                                                                 |
| 2012 | 第17回エンパイア賞                                         | 3D賞                                                                                         | ノミネート                                                                           | 『ハリー・ポッターと死の秘宝 PART2』                                                 |
| 2012 | 第17回エンパイア賞                                         | 新人女優賞                                                                                   | ノミネート                                                                           | ボニー・ライト                                                                       |

## テレビ放映
| 回数 | 放送局     | 放送枠           | 放送日         | 放送時間      | 放送分数 | 平均世帯 視聴率 | 備考 |
| ---- | ---------- | ---------------- | -------------- | ------------- | -------- | --------------- | --- |
| 1    | 日本テレビ | 金曜ロードSHOW!  | 2013年11月8日  | 19:56 - 22:54 | 178分    | 14.3%           | 地上波初放送 本編ノーカット 64分拡大、64分繰上げ |
| 2    | 日本テレビ | 金曜ロードSHOW!  | 2016年6月24日  | 21:00 - 23:29 | 149分    | 13.8%           | 本編ノーカット 35分拡大 |
| 3    | 日本テレビ | 金曜ロードSHOW!  | 2018年11月23日 | 21:00 - 23:29 | 149分    | 11.7%           | 35分拡大 |
| 4    | TBSテレビ  | （なし）         | 2022年5月28日  | 18:51 - 21:54 | 183分    | 5.2%            | ハリー・ポッター魔法ワールド最新作『ファンタスティック・ビーストとダンブルドアの秘密』の公開および、TBS70周年記念舞台ハリー・ポッター魔法ワールド最新作『ハリー・ポッターと呪いの子』の公演を記念して放送。また映画本編終了後に舞台のPR特集も放送された。 |
| 5    | 日本テレビ | 金曜ロードショー | 2025年1月31日  | 21:00 - 23:24 | 144分    | 6.0%            | 30分拡大 |

- 視聴率はビデオリサーチ調べ、関東地区・世帯・リアルタイム。

## 将来
2016年7月、ワーナー・ブラザース・エンターテインメントは『ハリー・ポッターと死の秘宝』の続編である舞台劇『ハリー・ポッターと呪いの子』の権利の購入を申請し、『呪いの子』の映画化が計画されているとの臆測を呼んだ。
2021年11月、本映画シリーズの第1作と第2作を監督したクリス・コロンバスは、主要キャストがそれぞれの役を再演する意図とともに『ハリー・ポッターと呪いの子』の映画化の監督をすることに興味を示した。2022年3月、ニューヨーク・タイムズ紙がダニエル・ラドクリフにハリー・ポッター役に復帰するかどうか質問したところ、彼はその時点では興味はないと答えたものの、将来的にその役に復帰する可能性は否定しなかった。